# Хитроу
Лондонский аэропорт Хи́троу (англ. London Heathrow Airport; ИАТА: LHR, ИКАО: EGLL, FAA LID: EGLL) — крупнейший международный аэропорт города Лондона. Седьмой по загруженности пассажирский аэропорт в мире в 2016 году (75,7 млн человек), и первый в Европе. Расположен в 25 км к западу от центрального Лондона. Включает 5 терминалов: один грузовой и 4 пассажирских терминала. Последний, 5-й терминал, открыт 14 марта 2008 года королевой Елизаветой II.

## Расположение
Аэропорт расположен к западу от Лондона, к северо-востоку от реки Темзы. Территория Хитроу с северо-западной части вплотную примыкает к деревне Хармондсворт. К северу проходит автодорога , соединяющая Центральный Лондон и Бристоль, в западной части пролегает кольцевая автодорога . Особенности аэропорта :низкое расположение над уровнем моря (25 метров) и частые туманы. Хитроу — один из двух международных аэропортов, расположенных в черте Большого Лондона, второй — Лондон-Сити.

## История

### Ранние годы
Задолго до англосаксонского периода в этом районе существовали поселения, доказательством этому служит обнаружение во время строительства аэропорта остатков жизнедеятельности человека железного века. Территория, на которой ныне расположен аэропорт, впервые отображается на карте Мозеса Гловера, датированной 1635 годом. В 1764 году Джон Рок обозначил на карте Мидлсекса два выступа: Шесбери-Хилл и Ферн-Хилл. На карте хармондсвортского огораживания выступ Ферн-Хилл не упоминается, а другой записан под названием Шапсбери-Хилл.
Хитроу впервые упоминается в 1453 году. Поселение располагалось на пустоши, граничащей с пахотными полями прихода Хармондсворт. До появления аэропорта Западный Мидлсекс являлся важным районом садоводства; почвы региона идеально подходили для ведения интенсивного сельского хозяйства.

### 1930—1940-е
Место, на котором сегодня находится аэропорт Хитроу, для нужд авиации начало использоваться во время Первой мировой войны, в это время здесь находился военный аэродром. В 1929 г. был открыт первый грузовой терминал аэровокзала. Уже в 30-е годы аэродром, который тогда носил название Большой Западный Аэродром, использовался компанией Fairey Aviation для сборки и испытаний авиационной техники. Коммерческие авиакомпании использовали аэропорт Кройдон, который был главным лондонским аэропортом в то время.
В 1943 году Хитроу стал контролироваться Министерством Авиации и стал развиваться как промежуточная база Королевских военно-воздушных сил Великобритании. Постройка взлётно-посадочных полос началась в 1944 году на земле, принадлежащей до этого приходскому священнику из Хармонсворса. Новый аэропорт был назван по названию деревни Heath Row, которая была разрушена во время строительства аэропорта, и находилась приблизительно на месте сегодняшнего Терминала 3.
Королевские Воздушные силы так и не использовали аэропорт, и после окончания Второй мировой войны, управление Хитроу было передано Министерству Гражданской Авиации. Первый гражданский рейс состоялся 1 января 1946 года, в Буэнос-Айрес с дозаправкой в Лиссабоне. Аэропорт стал работать полностью как гражданский на 31 мая 1946 года, и к 1947 году в Хитроу было три взлётно-посадочных полосы, и ещё три строились. Первые взлётно-посадочные полосы, построенные для поршневых самолётов, были коротки, а их направления учитывали все направления ветра.

### 1950—1960-е
В 1953 первая плита первой современной взлётно-посадочной полосы была торжественно положена королевой Елизаветой II. В 1955 она также открыла первое постоянное здание терминала, Здание Европы (теперь известное как Терминал 2). 1 апреля 1955 была открыта новая 38,8-метровая башня командно-диспетчерского пункта.

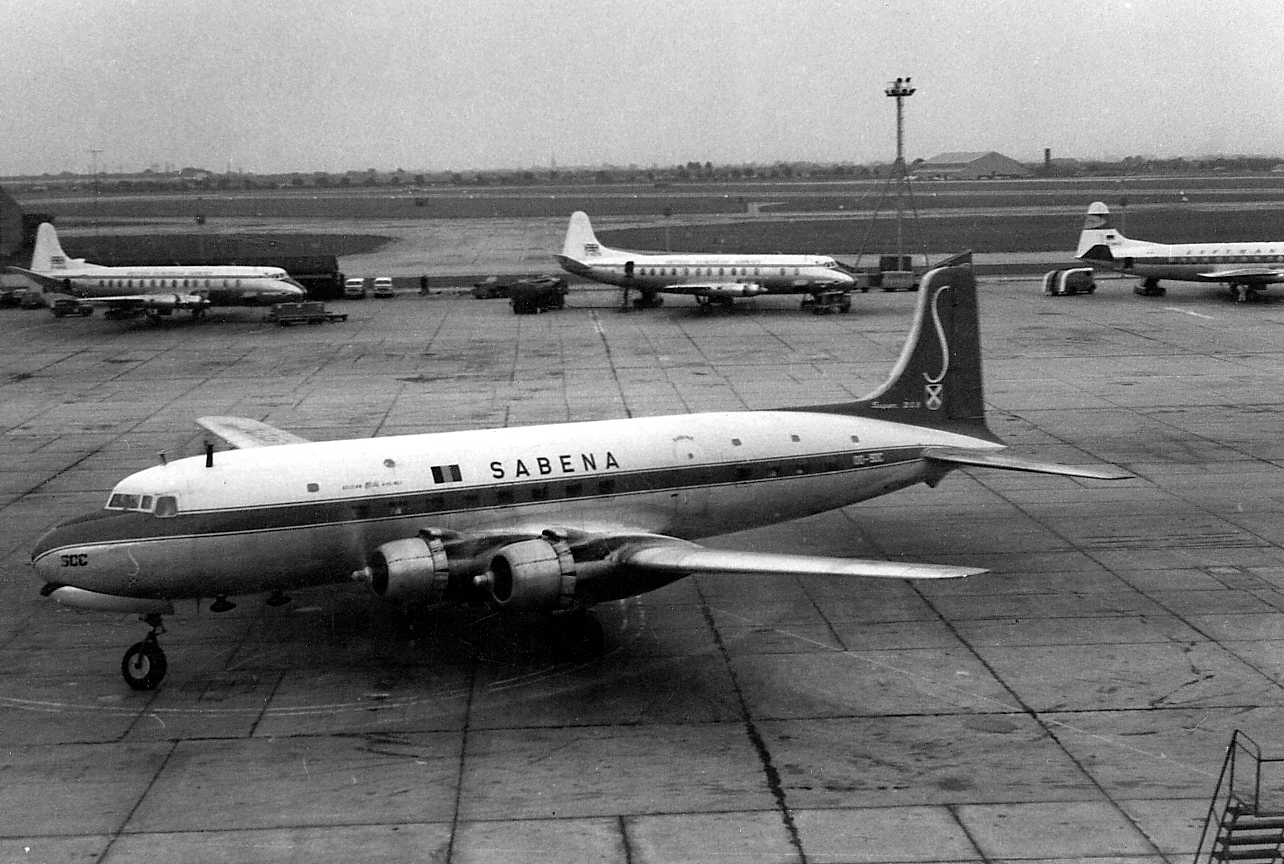
Хитроу в 1960-х

Океанский Терминал (переименованный в Терминал 3 в 1968) был открыт 13 ноября 1961 для обслуживания рейсов дальней протяжённости. В это время аэропорт обслуживал прямое вертолётное сообщение с центральным Лондоном и зимние сады на крыше терминала. В 1968 был открыт Терминал 1, строительство комплекса терминалов было завершено, и Хитроу смог обслуживать 14 миллионов пассажиров ежегодно.
Расположение первых терминалов в центре аэропорта с тех пор стало главным ограничителем его дальнейшего расширения. При строительстве не учитывалась необходимость большой автомобильной стоянки, так как предполагалось, что путешествие самолётом будет доступно только богатым — кого будут к терминалу привозить собственные шофёры.
В конце 1960-х на площади 160 акров к югу от южной взлётно-посадочной полосы был построен Грузовой терминал, он был соединён с Терминалами 1, 2 и 3 грузовым туннелем.

### 1970—1990-е
Терминал 3 в 1970 был расширен, увеличился зал прибытия. Было внедрено много технических усовершенствований, включая первые в Великобритании траволаторы. Две главные взлётно-посадочные полосы были увеличены для того, чтобы аэропорт мог принимать новые большие самолёты типа Boeing 747.
В 1977 году Лондонский метрополитен был продлён до Хитроу; Линия Пикадилли стала доставлять пассажиров из аэропорта в Центральный Лондон всего за час. 23 июня 1998 года было открыто прямое железнодорожное сообщение с лондонским вокзалом Паддингтон по специально построенной железнодорожной Большой Западной Главной Линии.
Продолжающийся рост пассажирских перевозок достиг уровня 30 млн пассажиров в год к началу 1980-х, поэтому возникла потребность в новом большем терминале. Терминал 4 был построен к югу от южной взлётно-посадочной полосы рядом с существующим грузовым терминалом, вдали от трёх других терминалов, он был соединён с Терминалами 1, 2 и 3 уже существующим грузовым туннелем. Терминал 4 был открыт принцем и принцессой Уэльскими в апреле 1986, и он стал домашним терминалом для недавно приватизированной авиакомпании British Airways.
В 1987 году правительство Великобритании национализировало компанию British Airports Authority (сегодня известна как «BAA Limited»), которая управляла Хитроу и ещё шестью аэропортами Великобритании.
В течение 1980-1990-х годов, после приватизации BAA Limited, в Хитроу были значительно расширены терминалы, увеличилось количество розничных точек и ресторанов.

### Катастрофы
- 3 марта 1948 года Douglas DC-3 Dakota авиакомпании Sabena разбился в тумане. Три члена экипажа и 19 из 22-х пассажиров погибли[16].
- 31 октября 1950 года Vickers Viking авиакомпании British European Airways разбился при посадке, 3 члена экипажа и 25 пассажиров погибли[17].
- 27 октября 1965 Vickers Vanguard авиакомпании British European Airways, следующий из Эдинбурга, разбился при посадке в условиях плохой видимости. Погибли 6 членов экипажа и 30 пассажиров[18].
- 8 апреля 1968 у Boeing 707 авиакомпании BOAC, следующего в Австралию через Сингапур, загорелся двигатель после взлёта. Двигатель отвалился от крыла и упал, после чего самолёт совершил вынужденную посадку. Самолёт полностью сгорел на земле— пять человек, 4 пассажира и стюардесса, погибли; 122 спаслись. Барбара Харрисон, стюардесса, действия которой спасли людей, была посмертно награждена Георгиевским крестом[19][20].
- 18 июня 1972 Hawker Siddeley Trident авиакомпании British European Airways, следующий из Хитроу в Брюссель, разбился вскоре после взлёта на поле около Стэйнса. Все 109 пассажиров и 9 членов экипажа погибли[21].
- 17 января 2008 года Boeing 777 авиакомпании «British Airways», следовавший по маршруту Пекин—Лондон жёстко приземлился в 270 метрах от взлётно-посадочной полосы аэропорта. Все находившиеся на борту 152 человека остались живы.

### Терроризм и криминал
- 19 мая 1974 боевики IRA взорвали несколько бомб на автостоянке Терминала 1, в результате чего 2 человека получили ранения[22].
- 26 ноября 1983 произошло ограбление Бринкс-Мэт, когда было похищено 6800 золотых слитков стоимостью около 26 миллионов фунтов стерлингов из хранилища Бринкс Мэт около Хитроу. Обнаружена только часть золота и только два участника ограбления были осуждены[23].
- 17 апреля 1986 г. взрывчатое вещество семтекс было обнаружено в багаже беременной ирландки на борту рейса авиакомпании El Al. Взрывчатку она получила от её иорданского друга и отца будущего ребёнка[24].
- В 1994 в течение 6 дней Хитроу трижды (8 марта, 10 марта и 13 марта) обстреливался из миномётов IRA. Выбор цели был обусловлен тем, что Хитроу является важным символом Великобритании и играет важную роль в экономике страны.

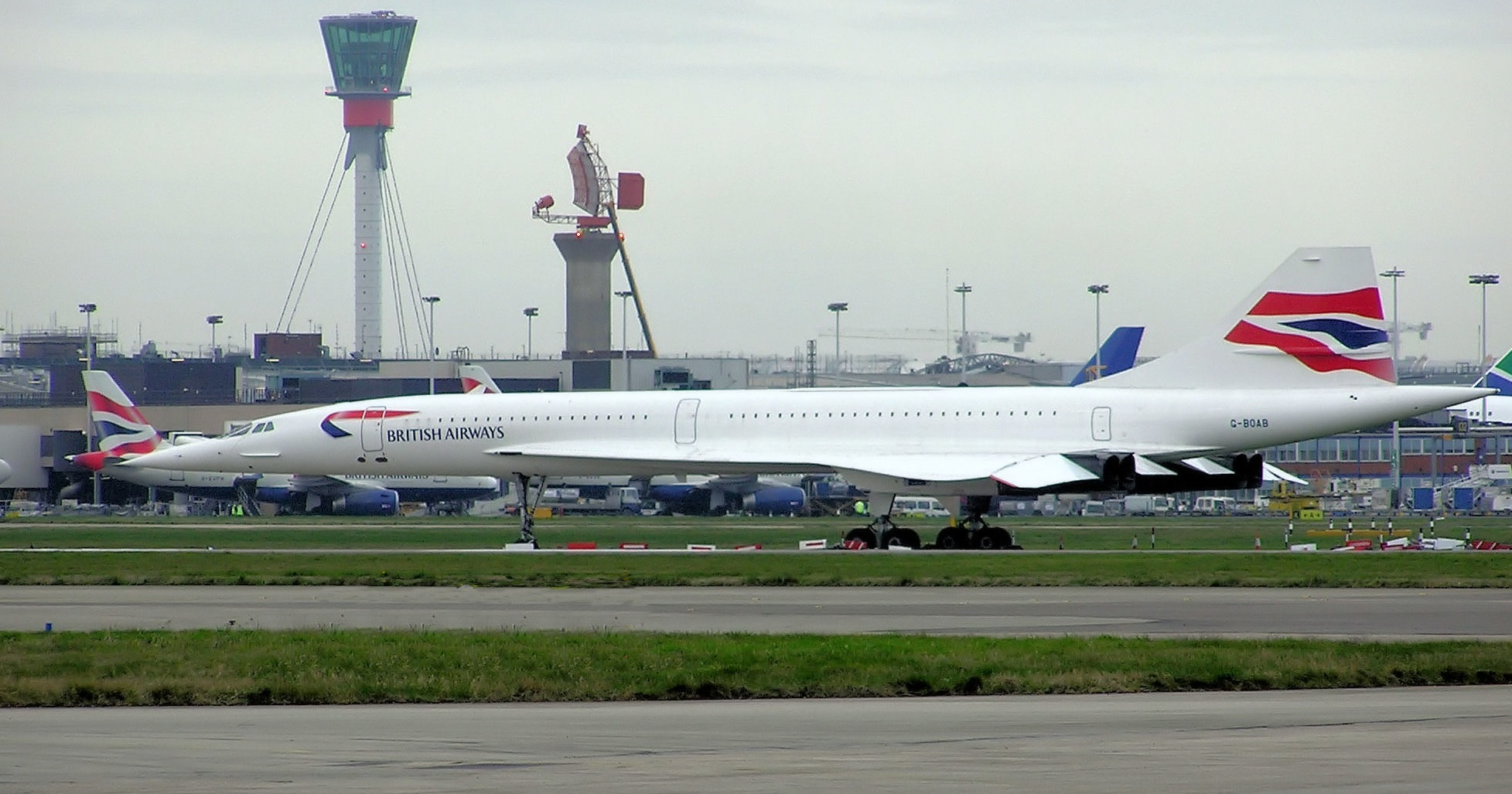
Concorde G-BOAB на стоянке в Хитроу после завершения полётов самолётов этого типа. Этот самолёт находился в воздухе 22296 часов с первого рейса в 1976 до окончания полётов в 2000.

- В марте 2002 г. преступники украли 3 миллиона долларов, которые были доставлены рейсом South African Airways[25].
- В феврале 2003 г. в Хитроу были развёрнуты войска, при поддержке свыше 1000 полицейских после сообщения о том, что Аль-Каида планирует атаковать британские и американские самолёты зенитными ракетами[26].
- Скотланд-Ярд сорвал попытку семерых преступников украсть 40 миллионов фунтов стерлингов в золотых слитках и крупную сумму наличных денег со склада Swissport в Хитроу 17 мая 2004.

## Хитроу сегодня
В Хитроу обслуживается свыше 90 авиакомпаний, которые связывают Лондон с 170 аэропортами по всему миру. Аэропорт является хабом для British Airways, Virgin Atlantic Airways.
Хитроу ежегодно обслуживает 67 миллионов пассажиров, 11 % из которых следуют внутренними рейсами, 43 % — ближними зарубежными рейсами и 46 % — дальними. Наиболее загруженное направление — Нью-Йорк, свыше 3,4 миллиона пассажиров было перевезено в этом направлении в 2006. В аэропорту функционируют 5 пассажирских терминалов и один грузовой. Пятый пассажирский терминал, Терминал 5 открыт 27 марта 2008.

28 марта 2008 года, после открытия и начала работы Терминала 5, произошёл ряд сбоев в его электронных системах, в частности, в системе контроля доступа сотрудников и служащих, и в новейшей автоматизированной багажной системе, что привело к их отключению. В результате функционирование Терминала 5 и, частично, всего аэропорта, было парализовано в течение 11 дней, из-за чего были отменены сотни рейсов, десятки тысяч пассажиров не смогли вовремя улететь или отказались от полёта, на территории Терминала 5 скопилось более 20 тысяч единиц багажа, которые «разбирались» и возвращались владельцам около 5 недель. По этому поводу 7 мая 2008 года в Палате общин британского парламента даже состоялись слушания парламентского комитета.

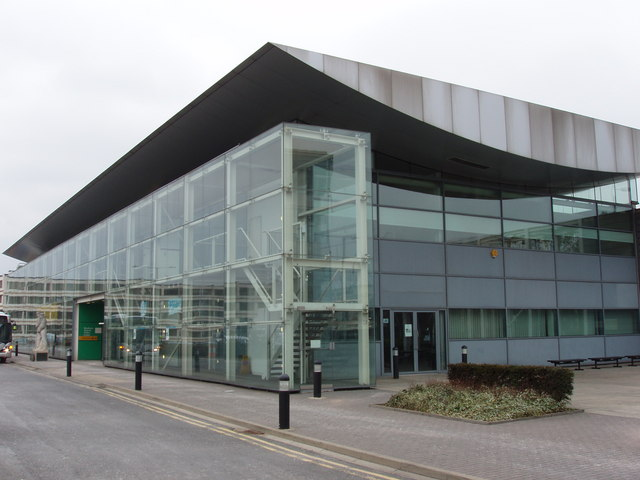
Академия Хитроу

Изначально в Хитроу было шесть взлётно-посадочных полос, построенных тремя парами под различными углами, с пассажирским терминалом в центре. В связи с увеличением требования к необходимой длине для взлётно-посадочных полос в Хитроу сегодня только две параллельных взлётно-посадочных полосы, направленные с востока на запад. Взлётно-посадочная полоса 23, короткая взлётно-посадочная полоса для использования при сильных юго-западных ветрах, недавно прекратила функционировать и стала частью рулёжной дорожки A. Департамент Транспорта издал документ, которым предлагается строительство третьей параллельной взлётно-посадочной полосы для разгрузки двух основных, что предполагает разрушение жилых домов.
Выход 6 из Терминала 3 был переоборудован для обслуживания нового самолёта Airbus A380; кроме того, Терминал 5 полностью готов для приёма A380 с марта 2008. Первый тестовый рейс A380 в Хитроу состоялся 18 мая 2006.
Новый 87-метровый командно-диспетчерский пункт стоимостью 50 миллионов фунтов стерлингов начал эксплуатироваться с 21 апреля 2007, а официально он был открыт 13 июня 2007 года.

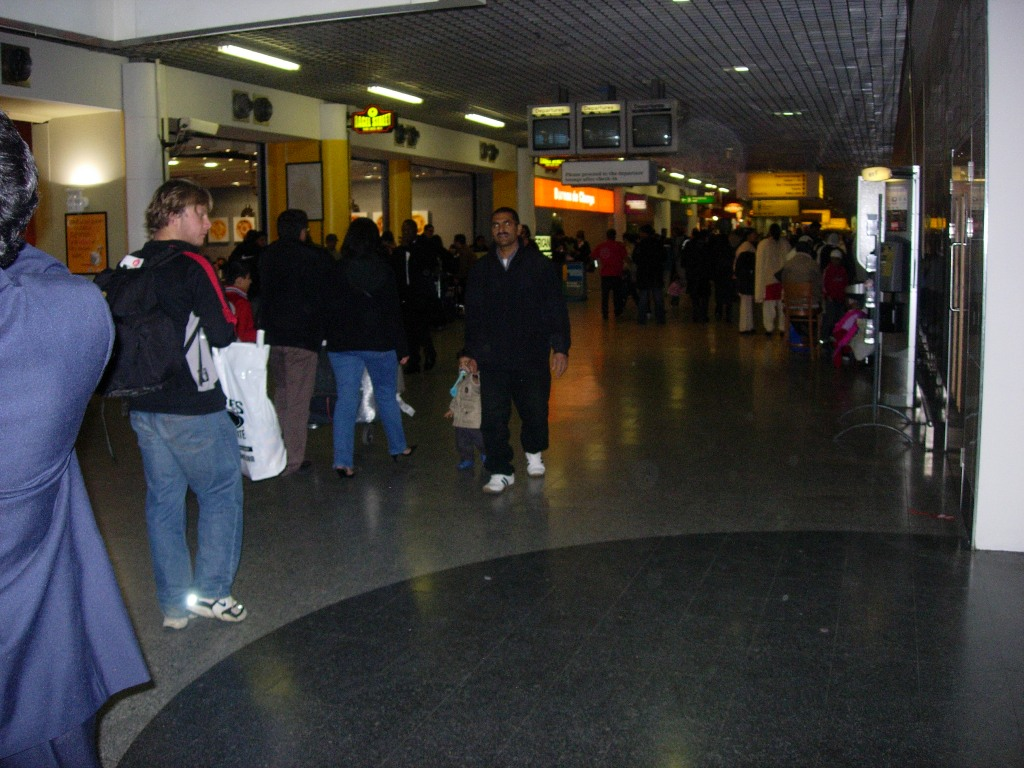
Зал прилёта в Терминале 3

 В аэропорту Хитроу есть священники ряда религий и конфессий: англиканской, католической, шотландской церквей, ислама, сикхизма, индуизма и иудаизма. В каждом терминале есть комната для молитв, кроме того, функционирует Часовня Святого Георгия, которая расположена в подземном бункере недалеко от старой башни управления движения. В часовне англиканские службы проходят по вторникам и средам, ежедневно — католические службы и службы шотландской церкви.
Службы аэропорта рассчитаны на обслуживание 45 миллионов пассажиров в год. Так как пассажиропоток приближается к 70 миллионам, аэропорт стал переполненным и нередки задержки рейсов. Это является причиной критики аэропорта в последние годы и в 2007 году Хитроу был признан худшим аэропортом по опросам TripAdvisor.
По этой причине аэропорт ограничил количество слотов некоторых авиакомпаний, которые планировали начать работу в Хитроу или увеличить количество вылетов.

## Авиакомпании и направления

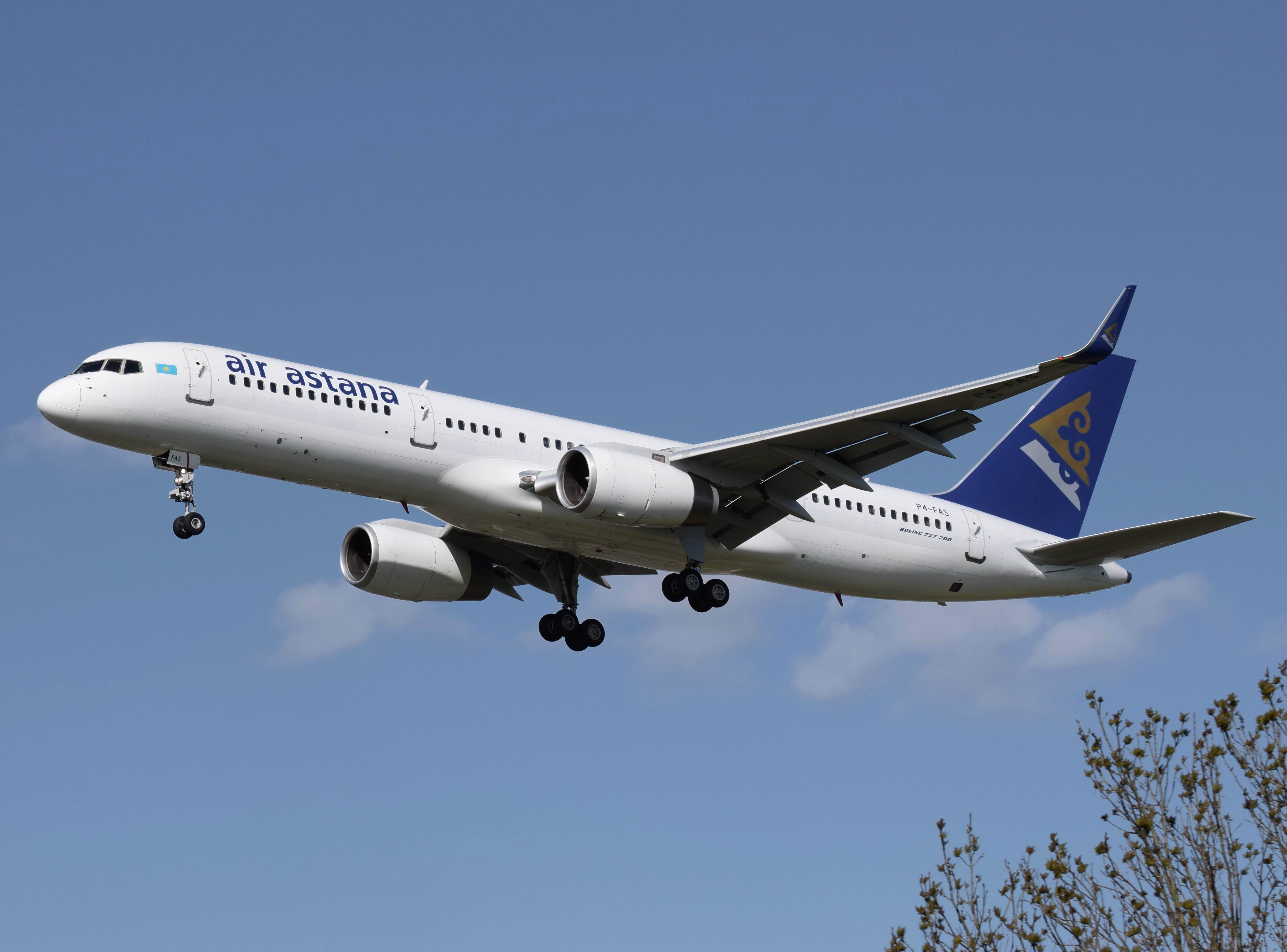
Boeing 757-200 Air Astana заходит на посадку в Хитроу

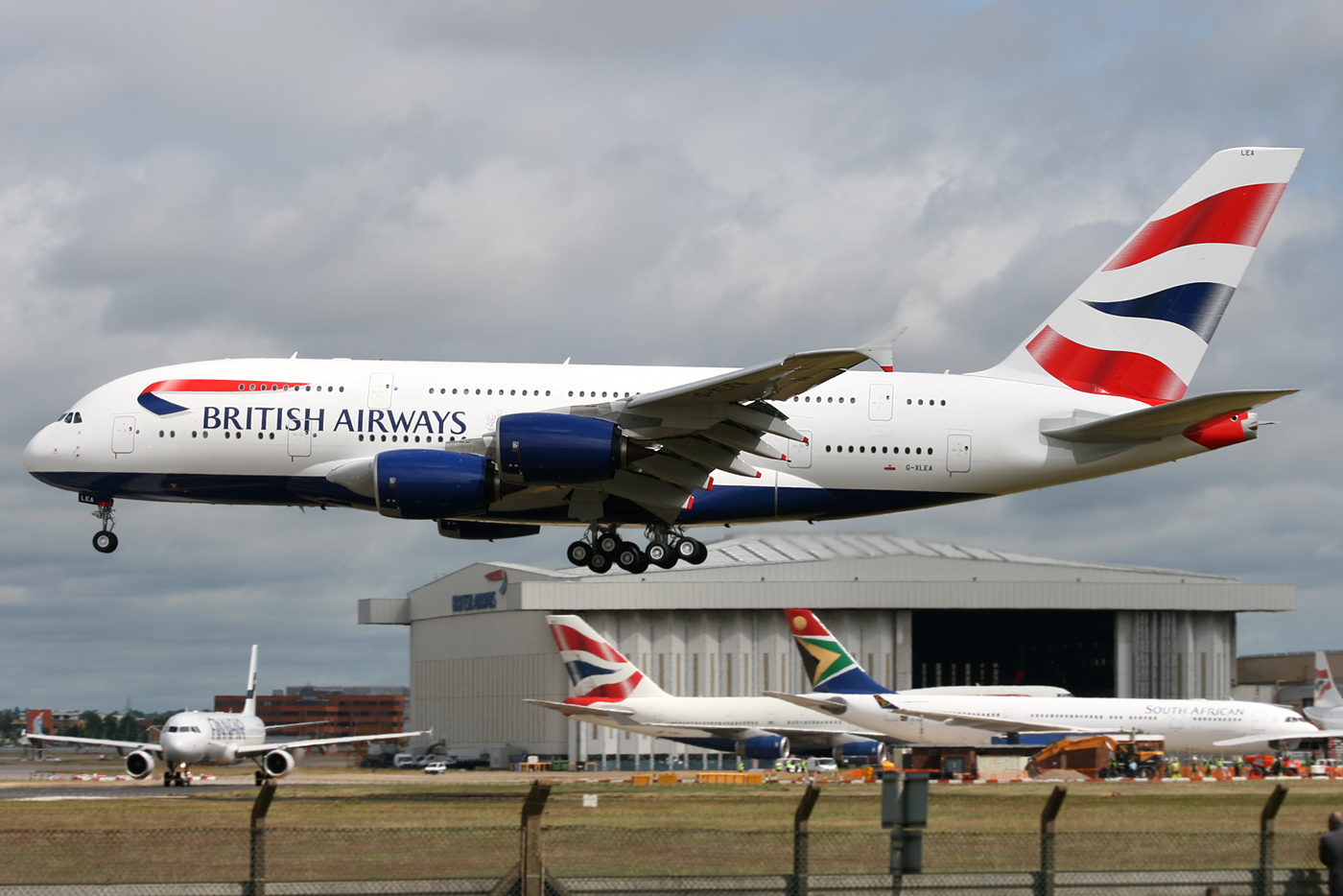
Airbus A380 British Airways заходит на посадку в Хитроу

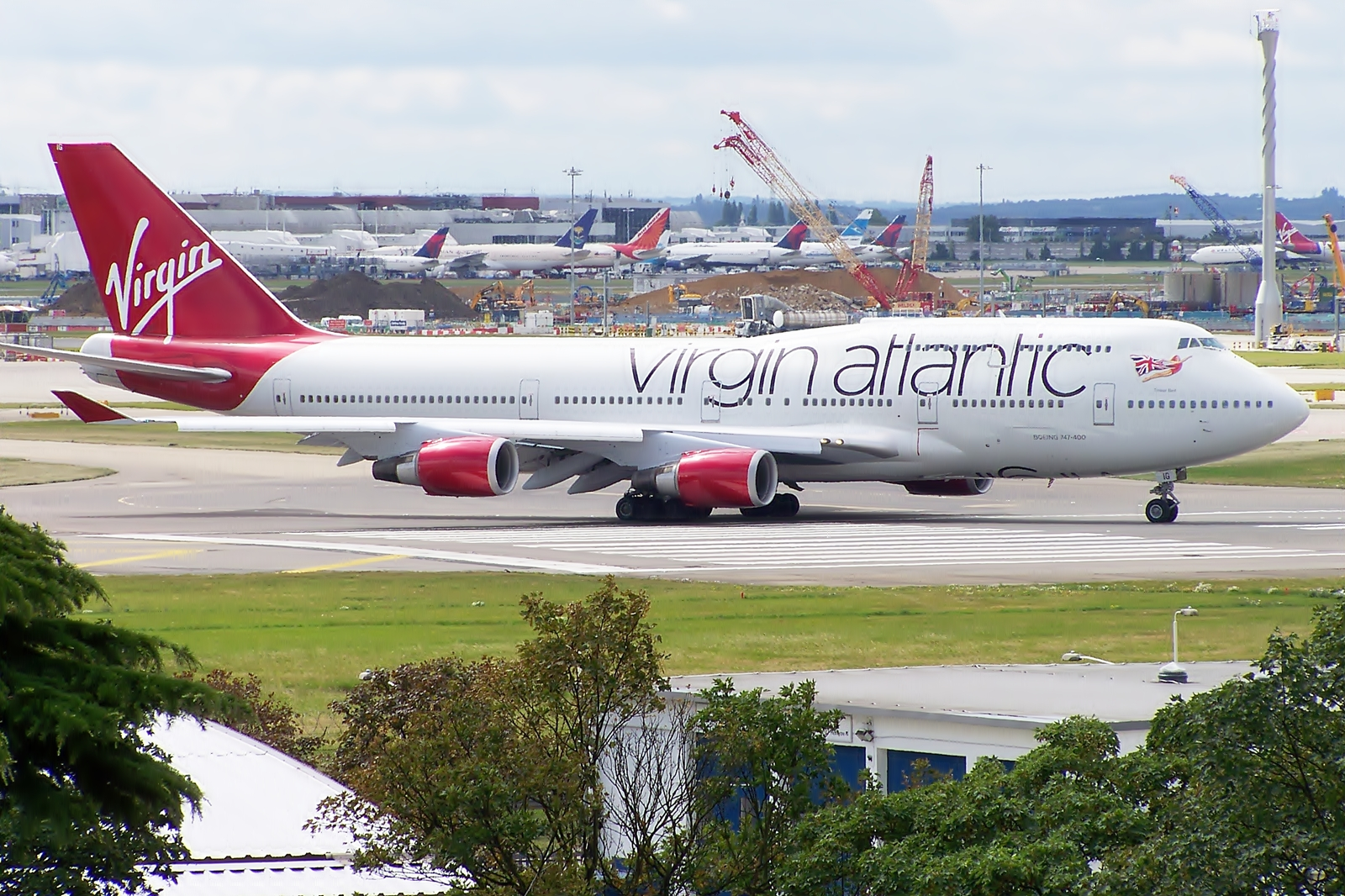
Boeing 747-400 авиакомпании Virgin Atlantic на рулении

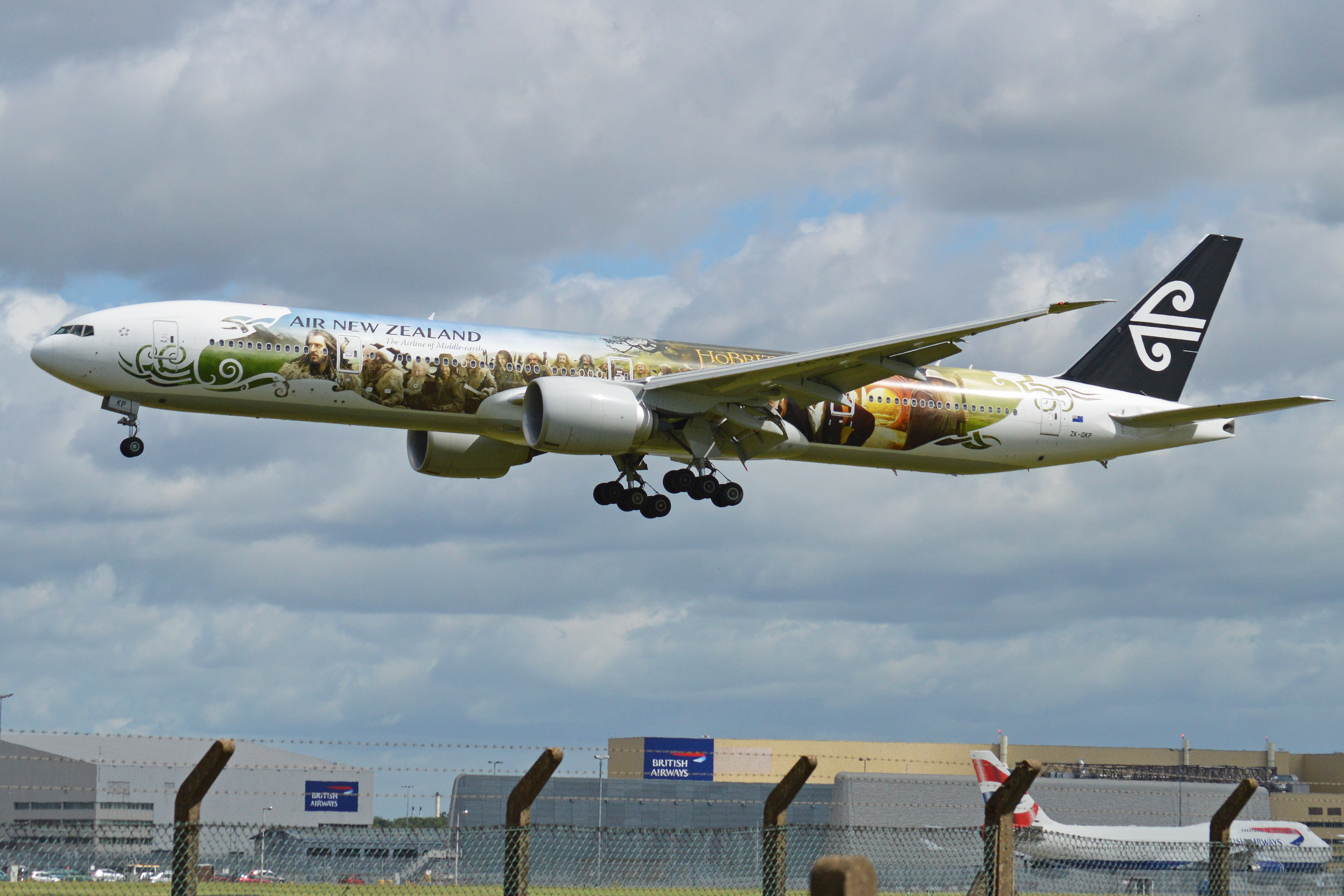
Приземляющийся Boeing 777-300 Air New Zealand в ливрее к фильму «Хоббит»

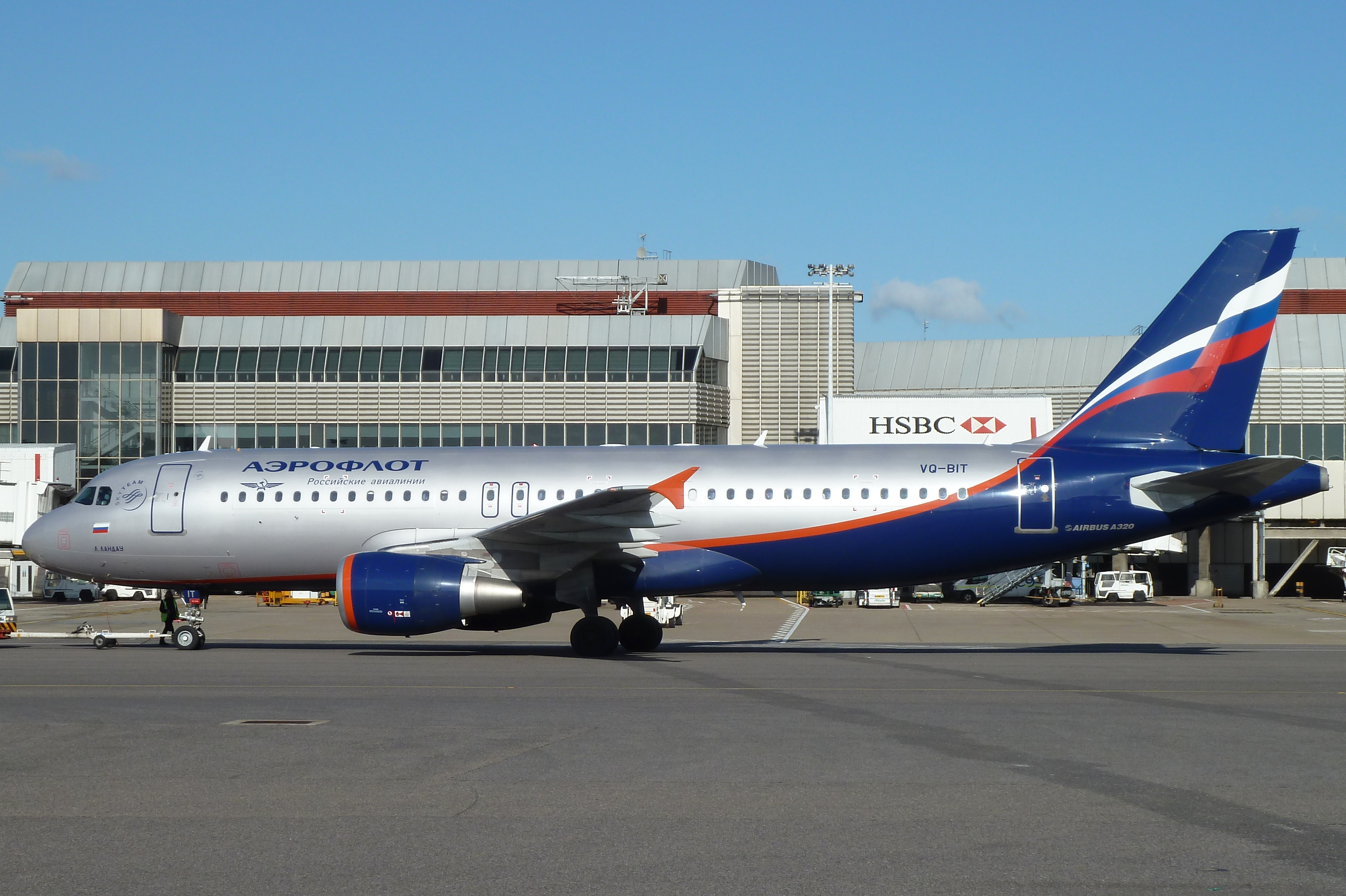
Airbus A320 Аэрофлота в аэропорту Хитроу

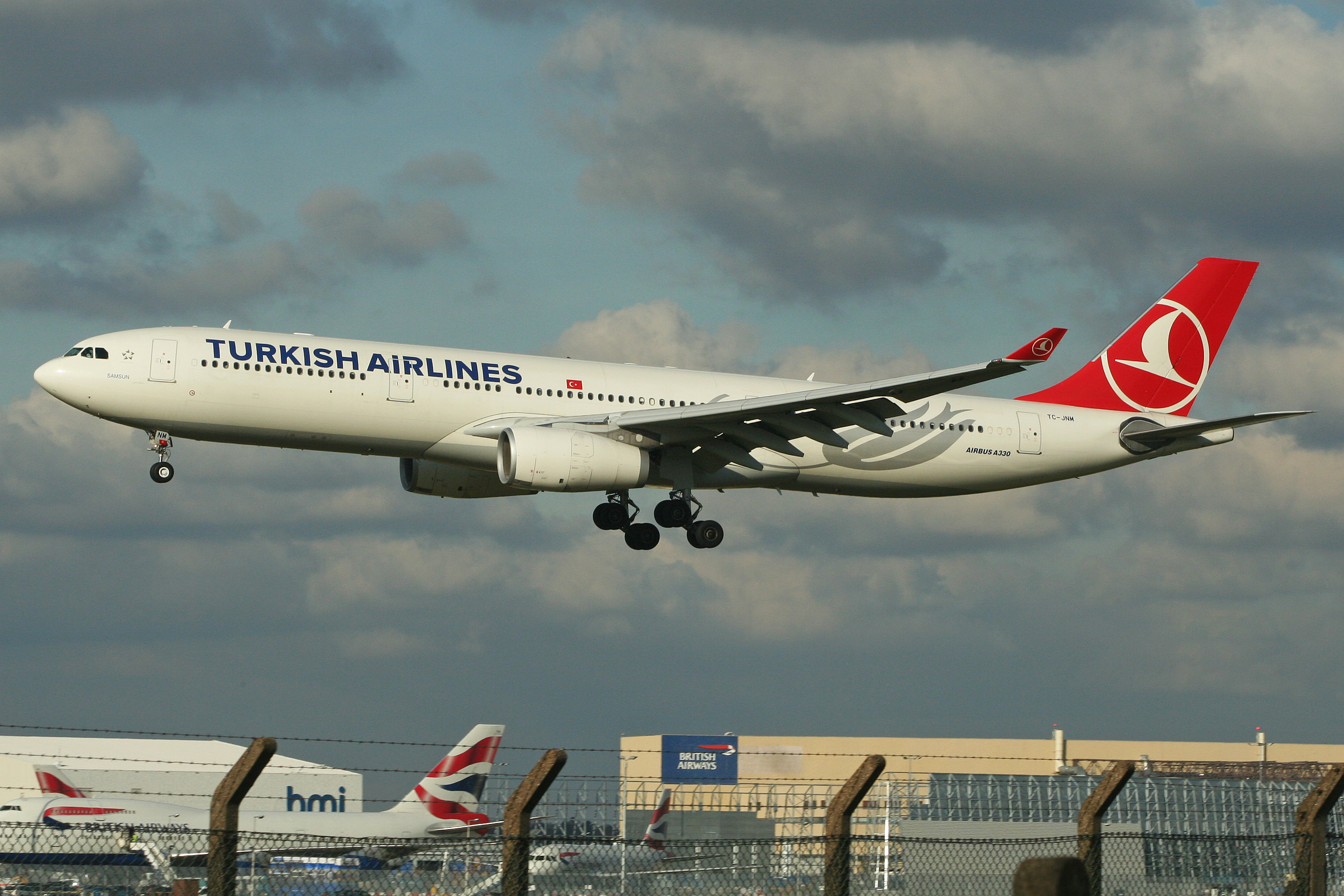
Airbus A330-300 Turkish Airlines заходит на посадку в Хитроу

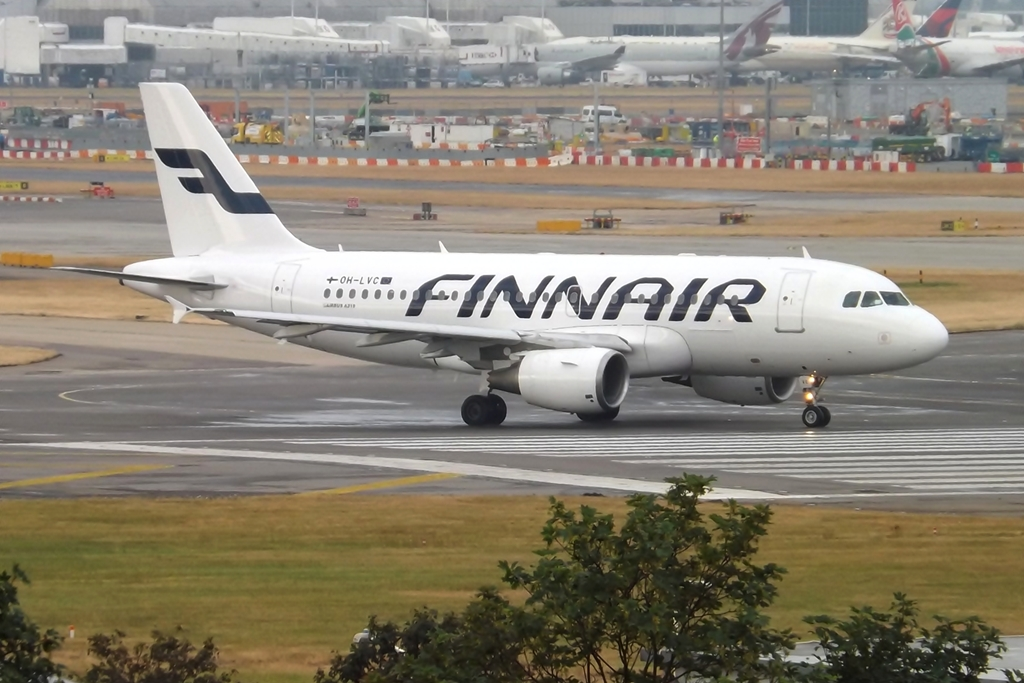
Airbus A319 авиакомпании Finnair в айрапорту Хитроу

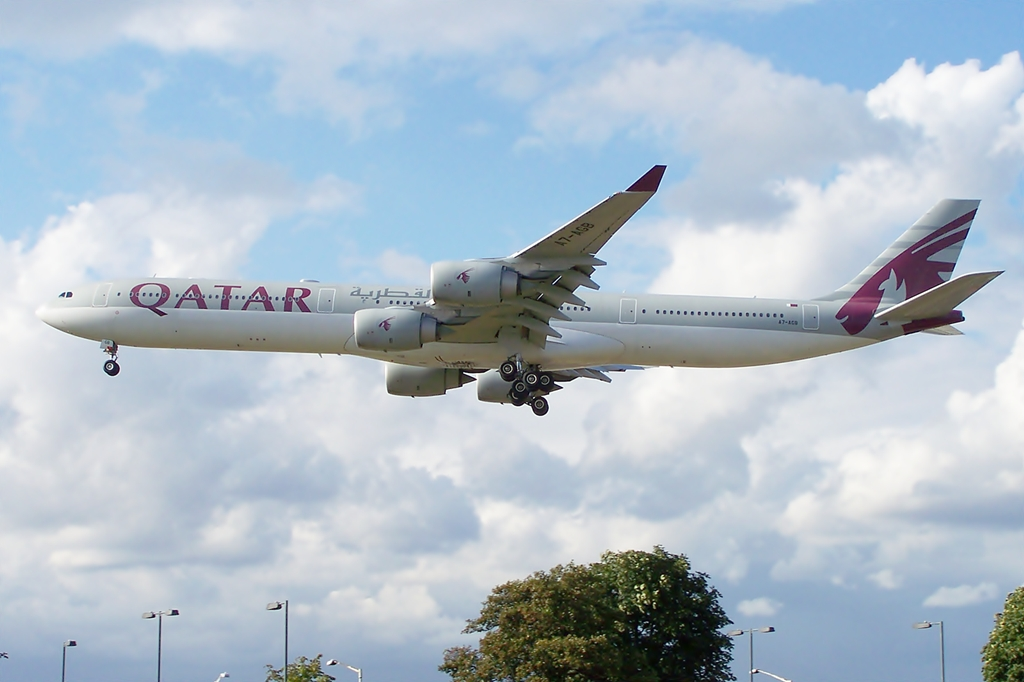
Airbus A340-600 Qatar Airways приземляется Хитроу

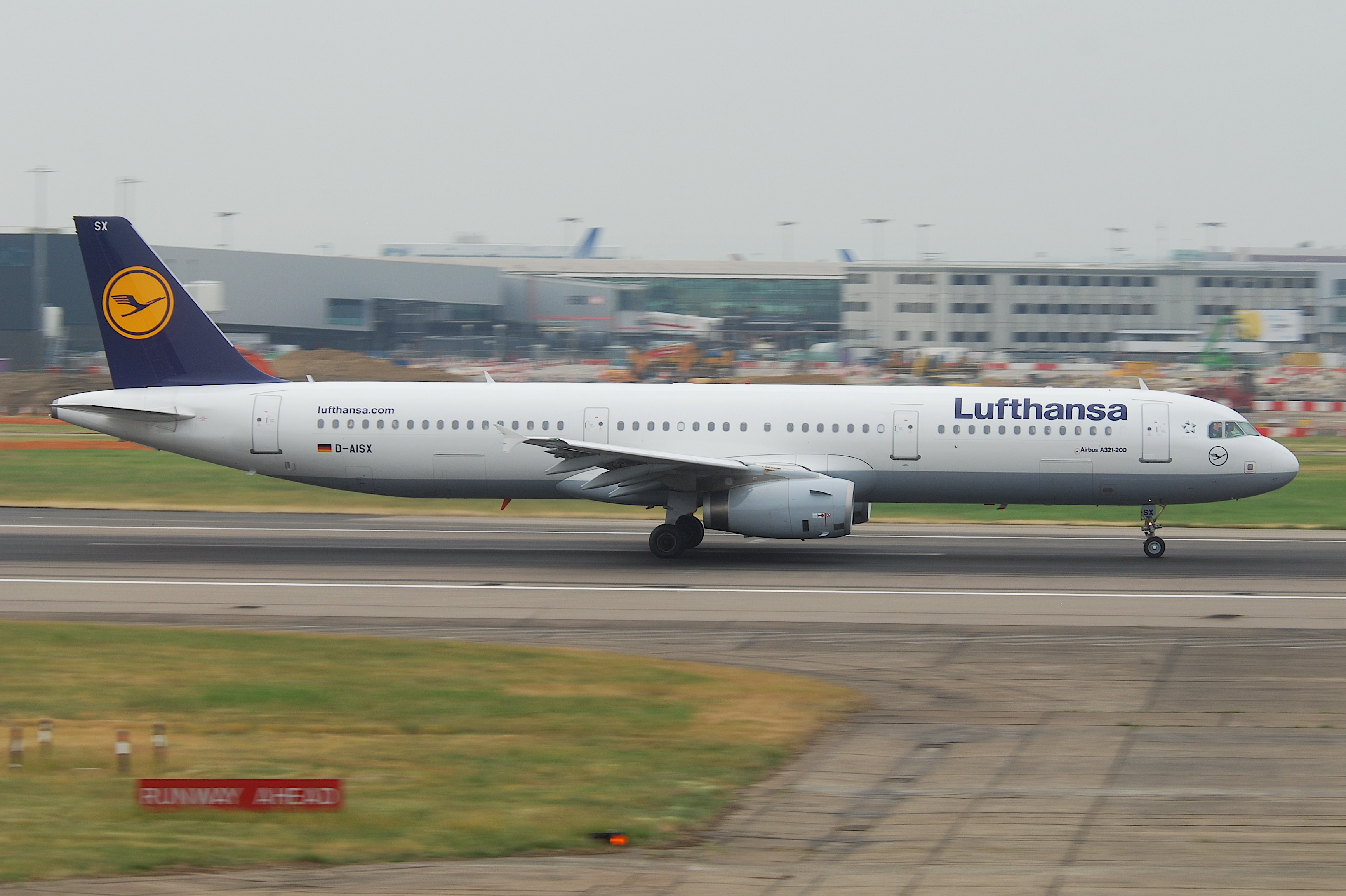
Airbus A321 авиакомпании Lufthansa в айрапорту Хитроу

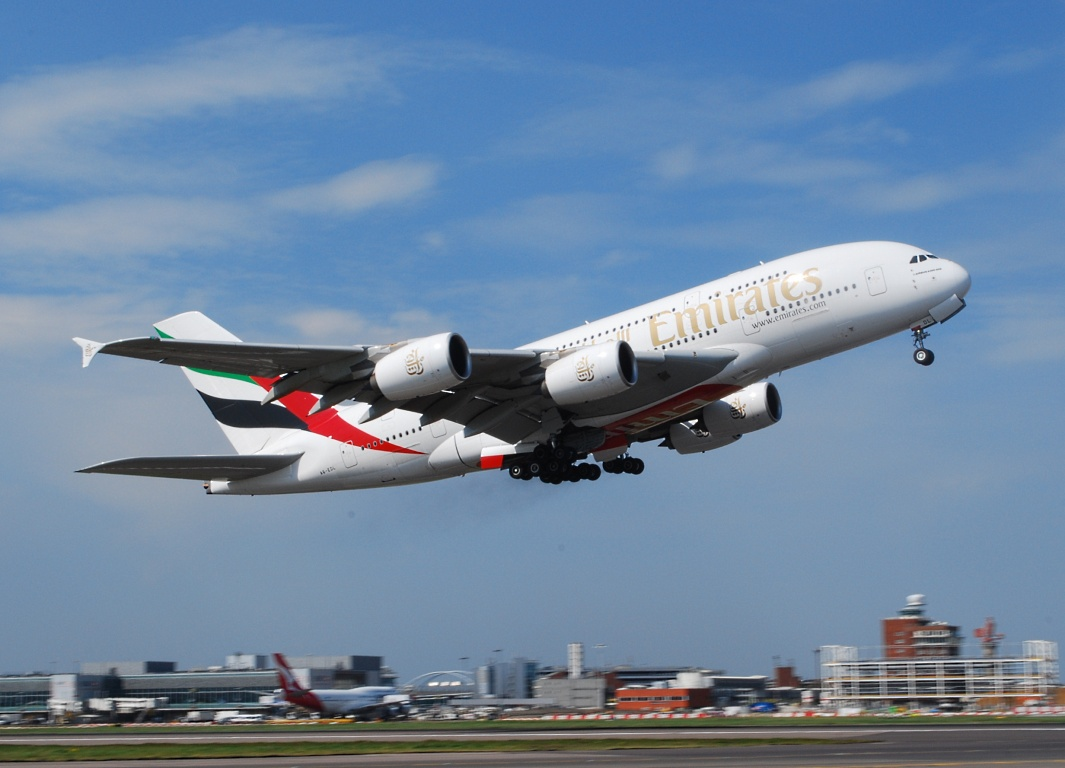
Airbus A380 компании Emirates вылетает из Хитроу

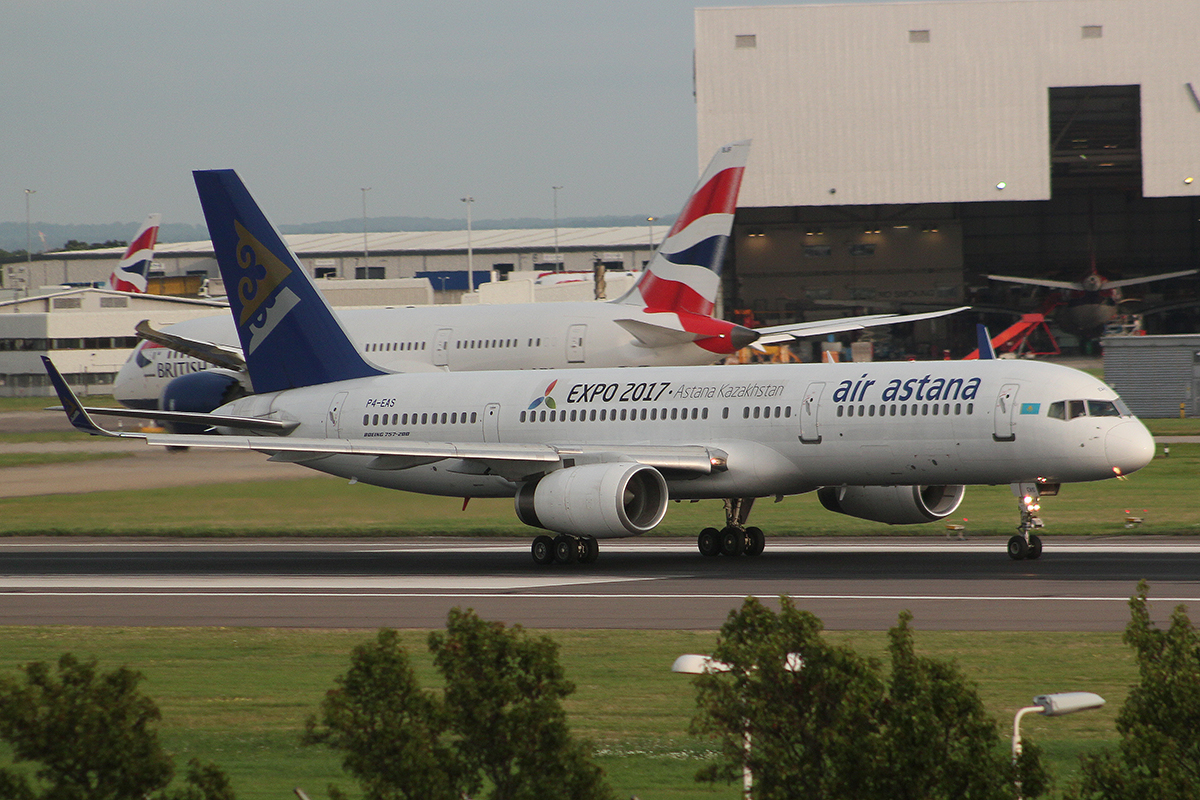
Boeing 757-200 Air Astana в айрапорту Хитроу

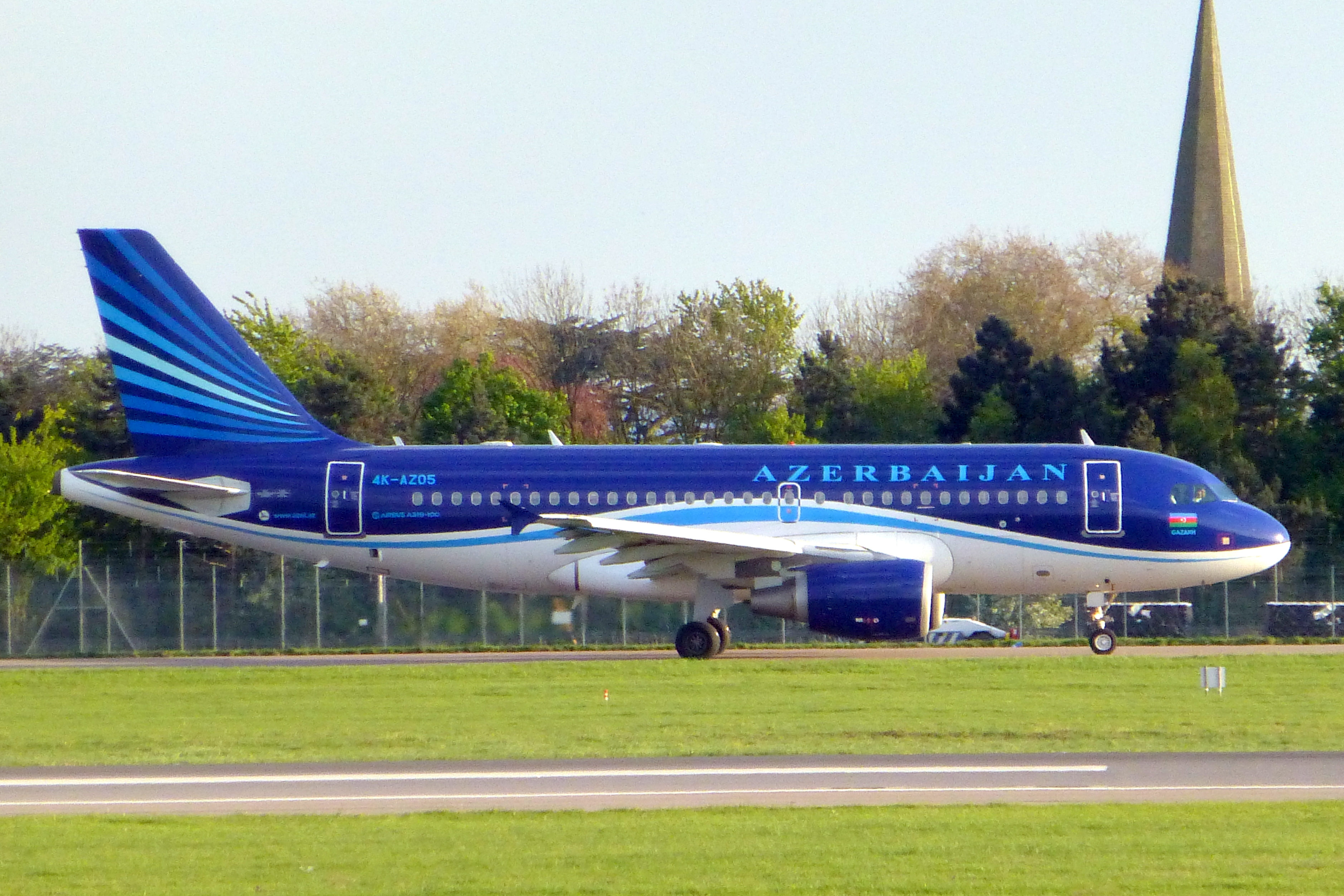
Airbus A320 Азербайджанских авиалиний в айрапорту Хитроу

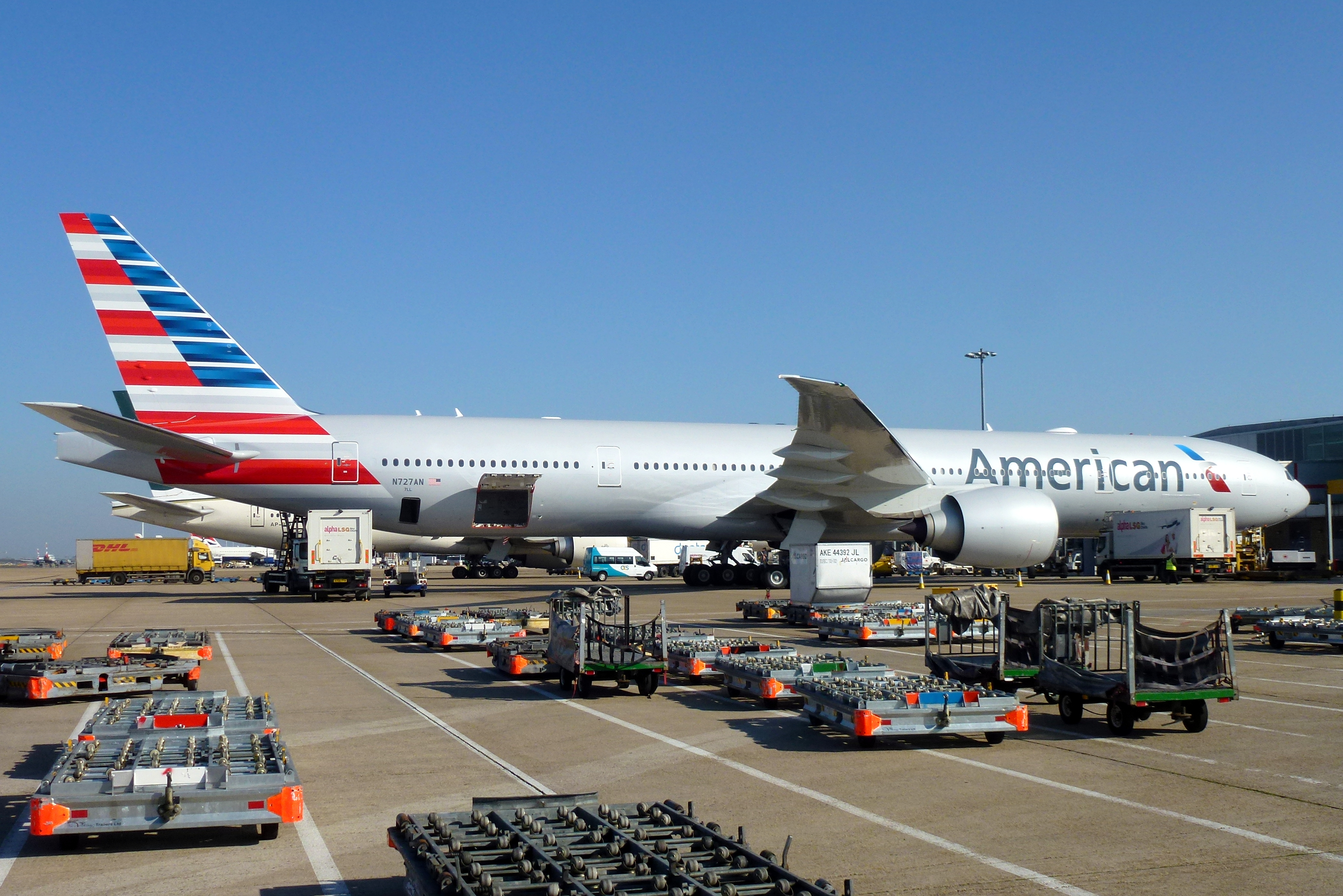
Boeing 777-300 American Airlines на стоянке

Страны, в которые выполняются регулярные пассажирские авиарейсы из лондонского аэропорта Хитроу

## Статистика
Данные из запроса в Викиданные.

## Гостиницы
В Хитроу и вокруг него расположились 17 международных гостиниц, удобных для тех, кто прибывает или отправляется рано утром или поздно ночью. Добраться до них из Хитроу можно на автобусе «Heathrow Hotel Hoppa» транспортной компании National Express. Автобусы отправляются каждые 10—15 минут ежедневно из терминалов 1—3 и каждые 30 минут из терминала 4 в период между 06:00 и 23:00.

## Транспорт

### Переезд напоезде
Поездка на поезде компании Heathrow Express — самый быстрый способ добраться в центр Лондона. Поезда начинают движение из Хитроу примерно в 5 часов утра и заканчивают в 23:30. Время в пути — 15—20 минут. Поезд Heathrow Express останавливается на двух платформах аэропорта — одна, Heathrow Central, обслуживает терминалы 1—3, другая — терминал 5. Пассажиры, следующие на терминал 4, должны сделать пересадку на платформе Heathrow Central и воспользоваться бесплатным трансфером.
Услуги, предоставляемые в поезде Heathrow Express, облегчат путешествие любого пассажира. На поезде предусмотрены места для пассажиров на инвалидных колясках, бесплатная служба Skycaps предоставит в аэропорту Хитроу помощь пассажирам с особыми нуждами. Приезд и трансферы для пассажиров с ограниченными способностями на/с вокзала Паддингтон также ничем не осложнены.

### Переезд наметро

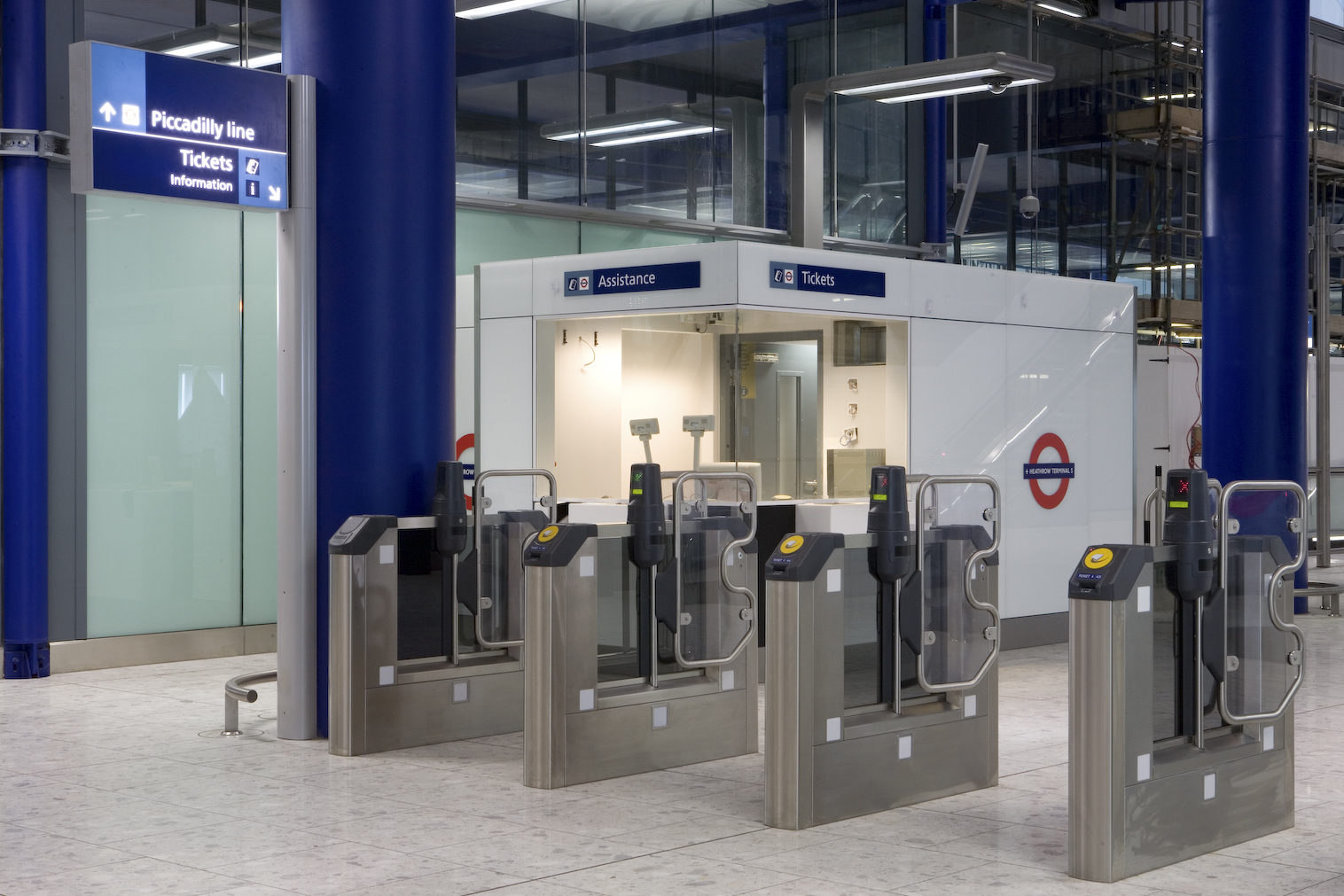
Вход на станцию метро из терминала 5

Ко всем терминалам аэропорта Хитроу подведена линия лондонского метро Пикадилли (на карте изображается синим цветом): для терминалов 1, 2, 3 имеется общая станция Heathrow Terminals 1, 2, 3, а для оставшихся двух — соответственно, Heathrow Terminal 4 и Heathrow Terminal 5.
Время переезда до центра — около 50 минут. Надо учитывать, что в силу технических проблем поезда могут следовать с задержками; кроме того, ветка разветвляется перед станцией Terminals 1, 2, 3: часть поездов следует до Terminal 5, которая является последней станцией по прямой, а часть — до Terminal 4, которая находится на петле вместе с Terminals 1, 2, 3, после чего поезд разворачивается и едет в сторону центра. В силу того, что через Terminal 4 поезда проходят только в одну сторону, на этой станции поезда могут останавливаться примерно на 8 минут, поэтому ему  необходимы терминалы 1, 2 или 3, лучше ехать на поезде до Terminal 5.

### Автобус
Автобусы компании National Express предлагают маршрут, соединяющий центральную автобусную станцию Хитроу и автовокзал Виктория (Victoria). Время пути от 45 минут до 1 часа. Некоторые автобусы по дороге делают остановки недалеко от станций метро Хаммерсмит (англ. Hammersmith) или Эрлс-корт. Автобусы из Хитроу начинают движение в 05:30, а заканчивают в 21:30.
Ночью автобус № 9 отправляется в центральный Лондон на Трафальгарскую площадь каждые 30 минут.

### Такси

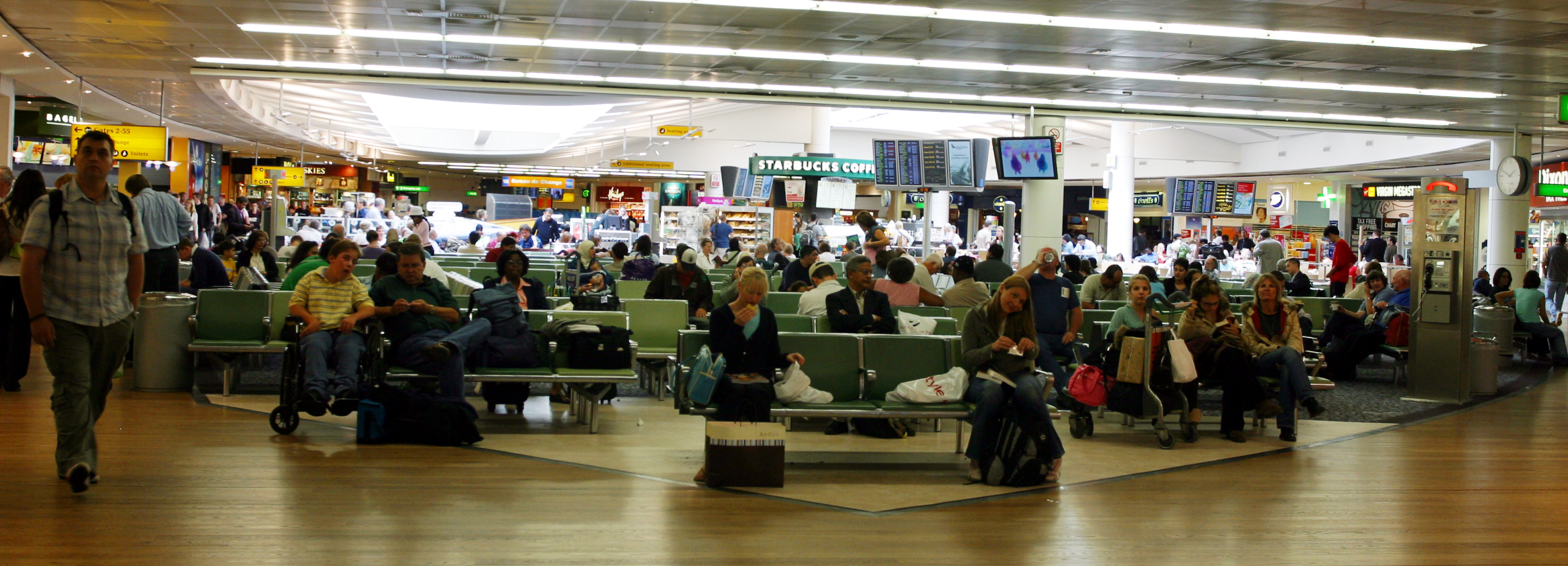
В зале ожидания аэропорта

В аэропорту Хитроу такси обычно выстраиваются в очередь, чтобы отвезти пассажиров. Стоимость проезда контролируется счётчиком и высвечивается на его дисплее. Дополнительная оплата, например, в вечернее время или в выходные, также указывается.
В каждом терминале есть справочная такси.

### Ultra

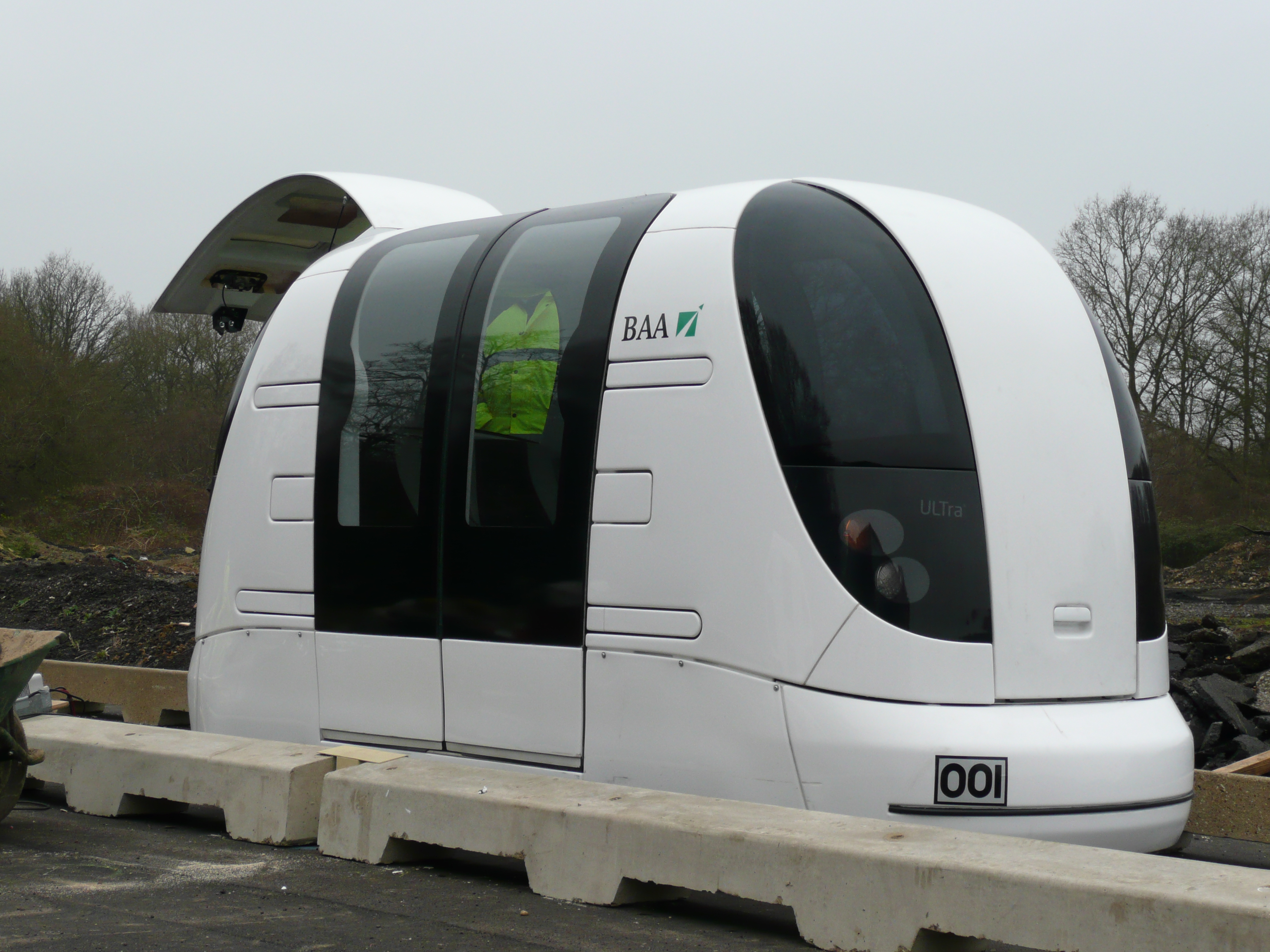
Персональный автоматический транспорт (PRT) ULTra английской компании Advanced Transport Systems Ltd.

Также в Хитроу используется инновационная форма личного транспорта (Personal Rapid Transit (PRT)), передвигающиеся по эстакадам. Скорость передвижения составляет 40 км/ч. Система перемещает пассажира от автостоянки до зала вылета и прибытия. Путь занимает около 2—3 минуты при длине пути 3,8 километра. Предполагается, что ждать вагончик после вызова нужно будет не более 12 секунд.